# Џони Деп
Џон Кристофер Деп II (енгл. John Christopher Depp II; Оуенсборо, 9. јун 1963) амерички је глумац и музичар.
Пажњу публике привукао је осамдесетих година дебитантском улогом у хорору Страва у Улици брестова из 1984. године, а потом и улогом Тома Хансона у ТВ серији На тајном задатку (енгл. 21 Jump Street) која му је обезбедила статус тинејџерског идола.
Познат је по улогама необичних и ексцентричних ликова међу којима се истиче његов портрет капетана Џека Спароуа у серијалу Пирати са Кариба који тренутно обухвата филмове: Пирати са Кариба: Проклетство Црног бисера (2003), Пирати са Кариба: Тајна шкриње (2006), Пирати са Кариба: На крају света (2007), Пирати са Кариба: На чуднијим плимама (2011) и Пирати са Кариба: Салазарова освета (2017). Улоге овог типа тумачио је и у филмовима редитеља и блиског пријатеља Тима Бертона са којим је за сада сарађивао осам пута на филмовима: Едвард Маказоруки (1990), Ед Вуд (1994), Успавана долина (1999), Чарли и фабрика чоколаде (2005), Мртва невеста (2005), Свини Тод: Паклени берберин из улице Флит (2007), Алиса у земљи чуда (2010) и Мрачне сенке (2012).
Стекао је бројна признања и за портрете историјских фигура као што су редитељ Ед Вуд у филму истог наслова, Џозеф Д. Пистон у криминалистичкој драми Дони Браско (1997), новинар Хантер С. Томпсон у црној комедији Параноја у Лас Вегасу (1998), Џорџ Јанг у филму Бели прах, писац Џејмс Метју Бери у биографској драми У потрази за Недођијом (2004) и Џон Дилинџер у филму Народни непријатељи (2009).
Деп се сматра једном од највећих холивудских звезда данашњице. Његови филмови зарадили су укупно 3,1 милијарде америчких долара у Сједињеним Америчким Државама и 7,6 милијарди америчких долара на биоскопским благајнама широм света. Године 2012. нашао се у Гинисовој књизи рекорда као глумац са највећом зарадом у износу од $75 милиона. Био је номинован за већину значајнијих филмских награда, укључујући и три Оскара за најбољу главну мушку улогу у филмовима Пирати са Кариба: Проклетство Црног бисера, У потрази за Недођијом и Свини Тод: Паклени берберин из улице Флит. У досадашњој каријери био је номинован и за десет Златних глобуса (од којих је освојио једног) и четири Награде Удружења филмских глумаца (такође освојио једну) и три БАФТЕ.

## Биографија
Деп потиче из просечне америчке породице, од оца инжињера и мајке конобарице. Породица Џонија Депа има веома занимљиво порекло, Немаца, Француза и Ираца. Одрастао је са братом и сестром у малом градићу у Кентакију, гдје је највише времена проводио са својим дедом, који је умро када је Џони имао седам година. Његова породица се после тога одселила на Флориду, мада се ни ту нису много задржали јер су стално мењали градове и државе становања. Са петнаест година је постао проблематичан, искушавао дроге, постао лош у школи коју је ускоро напустио и основао музички бенд. Добио је и прву улогу у филму „Страва у улици Брестова”, међутим после слабог успеха истог, вратио се у школу и успешно је привео крају. Први успех је доживио са серијом „21 Jump Street” када је постао популаран и добио прве понуде за квалитетније филмове. Са филмом „Дон Хуан де Марко” постао је права холивудска звезда и његова каријера је тада кренула страховитим успоном.
Године 2003. номинован је за оскара за филм „Пирати са Кариба: Проклетство црног бисера”, мада је своју најбољу улогу одиграо у филму „У потрази за Недођијом”, где му је партнерка била Кејт Винслет и у којем је глумио шкотског писца Џејмса Барија (аутора „Петра Пана”).
Од 1998. до 2012. био је у вези са француском глумицом и певачицом Ванесом Паради. Са њим има двоје деце: Лили-Роуз Деп (енгл. Lily-Rose Melody Depp) и Џона Кристофера Депа III (енгл. John Christopher Depp III). Породица Деп нема стално место пребивалишта па бораве на две локације: у Паризу и на југу Француске, у Сен Тропеу. Џони је 2012. године уписан у Гинисову књигу рекорда као најплаћенији глумац свих времена.
По њему је једна изумрла врста зглавкара добила име (енгл. Kooteninchela deppi).
Дана 15. фебруара 2022. године, председник Србије Александар Вучић га је одликовао орденом Медаље за заслуге.

## Филмографија
| Улоге Џонија Депа |                                            |               |                             |                          |
| Година            | Српски назив                               | Изворни назив | Улога                       | Напомена                 |
| 1984.             | Страва у Улици брестова                    |               | Глен Ланц                   |                          |
| 1985.             | Приватно одмаралиште                       |               | Џек                         |                          |
| 1985.             | Споро сагоревање                           |               | Дони Флајшер                | ТВ филм                  |
| 1986.             | Вод смрти                                  |               | Гатор Лернер                |                          |
| 1990.             | Плачљивко                                  |               | Вејд Плачљивко Вокер        |                          |
| 1990.             | Едвард Маказоруки                          |               | Едвард Маказоруки           |                          |
| 1990.             | Страва у Улици брестова 6: Фреди је мртав  |               | лик на телевизији           | камео                    |
| 1993.             | Бени и Џун                                 |               | Сем                         |                          |
| 1993.             | Шта изједа Гилберта Грејпа                 |               | Гилберт Грејп               |                          |
| 1993.             | Аризона дрим                               |               | Ексел Блекмар               |                          |
| 1994.             | Ед Вуд                                     |               | Ед Вуд                      |                          |
| 1994.             | Дон Хуан де Марко                          |               | Дон Хуан/Џон Р. де Марко    |                          |
| 1994.             | Мртав човек                                |               | Вилијам Блејк               |                          |
| 1995.             | Временски теснац                           |               | Џин Вотсон                  |                          |
| 1997.             | Дони Браско                                |               | Дони Браско                 |                          |
| 1997.             | Ратник                                     |               | Рафаел                      | такође редитељ           |
| 1998.             | Параноја у Лас Вегасу                      |               | Раул Дјук                   |                          |
| 1999.             | Девета капија                              |               | Дин Корзо                   |                          |
| 1999.             | Успавана долина                            |               | Икабот Крејн                |                          |
| 1999.             | Астронаутова жена                          |               | Спенсер Армакост            |                          |
| 2000.             | Чоколада                                   |               | Ру                          |                          |
| 2000.             | Пре него што падне ноћ                     |               | Виктор/Бон Бон              |                          |
| 2000.             | Бели прах                                  |               | Џорџ Јунг                   |                          |
| 2001.             | Из пакла                                   |               | Инспектор Фредерик Аберлајн |                          |
| 2001.             | Човек који је плакао                       |               | Цезар                       |                          |
| 2003.             | Било једном у Мексику                      |               | Шелдон Сендс                |                          |
| 2003.             | Пирати са Кариба: Проклетство Црног бисера |               | Џек Спароу                  |                          |
| 2004.             | Тајни прозор                               |               | Морт Рејни                  |                          |
| 2004.             | У потрази за Недођијом                     |               | Џејмс Метју Бери            |                          |
| 2005.             | Неодољиви развратник                       |               | Рочестер                    |                          |
| 2005.             | Чарли и фабрика чоколаде                   |               | Вили Вонка                  |                          |
| 2005.             | Мртва невеста                              |               | Виктор ван Дорт (глас)      |                          |
| 2006.             | Пирати са Кариба: Тајна шкриње             |               | Џек Спароу                  |                          |
| 2007.             | Пирати са Кариба: На крају света           |               | Џек Спароу                  |                          |
| 2007.             | Свини Тод: Паклени берберин из улице Флит  |               | Свини Тод                   |                          |
| 2009.             | Народни непријатељи                        |               | Џон Дилинџер                |                          |
| 2009.             | Маштаоница доктора Парнаса                 |               | Тони (1. трансформација)    |                          |
| 2010.             | Алиса у земљи чуда                         |               | Луди Шеширџија              |                          |
| 2010.             | Туриста                                    |               | Френк Тејлор                |                          |
| 2010.             | Ранго                                      |               | Ранго (позајмљен глас)      |                          |
| 2011.             | Пирати са Кариба: На чуднијим плимама      |               | Џек Спароу                  |                          |
| 2011.             | Дневник опијања                            |               | Пол Кемп                    | такође продуцент         |
| 2011.             | Џек и Џил                                  |               | глуми себе                  | камео                    |
| 2011.             | На тајном задатку                          |               | Том Хансон                  | камео                    |
| 2012.             | Мрачне сенке                               |               | Барнабас Колинс             | такође продуцент         |
| 2013.             | Усамљени осветник                          |               | Тонто                       | такође извршни продуцент |
| 2013.             | Благо њима                                 |               | Метју Смит                  | камео                    |
| 2014.             | Виртуелна свест                            |               | др Вил Кастер               |                          |
| 2014.             | Зубати                                     |               | Гај Лапоинт                 |                          |
| 2014.             | Зачарана шума                              |               | Вук                         |                          |
| 2015.             | Мордекај                                   |               | Чарл Мордекај               | такође продуцент         |
| 2015.             | Црна маса                                  |               | Вајти Балџер                |                          |
| 2015.             | Лондонска поља                             |               |                             |                          |
| 2015.             | Залуђеници јогом                           |               | Гај Лапоинт                 |                          |
| 2016.             | Алиса иза огледала                         |               | Луди Шеширџија              |                          |
| 2016.             | Фантастичне звери и где их наћи            |               | Гелерт Гринделвалд          |                          |
| 2017.             | Пирати са Кариба: Салазарова освета        |               | Џек Спароу                  |                          |
| 2017.             | Убиство у Оријент експресу                 |               | Самуел Ратчет / Џон Касети  |                          |
| 2018.             | Фантастичне звери: Гринделвалдови злочини  |               | Гелерт Гринделвалд          |                          |
| 2019.             | Ишчекујући варваре                         |               | пуковник Џол                |                          |
| 2020.             | Минамата                                   |               | В. Јуџин Смит               | такође продуцент         |
| 2023.             | Мадам ди Бари                              |               | Луис XV                     | такође копродуцент       |
| 2024.             | Џони Паф: Тајна мисија                     |               | Џони Паф                    | глас                     |